# Marc Eggers (Filmemacher)

Marc Eggers (2019)

Marc Eggers (* 14. Mai 1969 in Köln) ist ein deutscher Filmemacher, Kameramann / DoP (Director of Photograph) und Polecam-Operator.

## Leben
Marc Eggers wurde in Köln geboren. Dort besuchte er die Katholische Grundschule Fußfallstraße, Köln Mehrheim, und später die Gesamtschule Holweide. An der Rheinischen Friedrich-Wilhelms-Universität studierte er sodann Informatik.
Eggers erlernte das Handwerk der Kinematografie beim BVK-Kameramann G. Auersperg und arbeitet seit 1995 als freiberuflicher Filmemacher, Kameramann / DoP (Director of Photograph) und Polecam-Operator.

## Filme und Auszeichnungen

### DIVERSITY
Kurzspielfilm (5 Minuten)
| Okt. 2021 | Marcellus Mini Movie Family Film Festival 2021       | Marcellus, NY, USA         |                                                                       |
| Sep. 2021 | Religion Today Film Festival                         | Bozen, Italy               | Nomination for - Grand prize In The Spirit of Faith - Best Short Film |
| Sep. 2021 | Festival of Nations                                  | Lenzing / Austria          | OFFICIAL SELECTION                                                    |
| Jun. 2021 | Texas Family Film Festival                           | Dallas, Texas, USA         | OFFICIAL SELECTION                                                    |
| Jun. 2021 | Internationale Kurzfilmwoche Regensburg              | Regensburg, Deutschland    | OFFICIAL SELECTION                                                    |
| Mai 2021  | Florida Family Film Festival                         | Orlando, Florida, USA      | OFFICIAL SELECTION                                                    |
| Mai 2021  | Ascendance International Film Festival               | Toronto, Kanada            | Winner BEST POINT OF VIEW FILM Nomination for BEST INTERNATIONAL FILM |
| Mai 2021  | FESTIVAL DEL CINEMA DI CEFALÙ                        | Cefalù, Sizilien, Italien  | Semi Final                                                            |
| Apr. 2021 | British International Film Festival                  | Birmingham, United Kingdom | 4 STARS AWARD                                                         |
| Mär. 2021 | Chicago Film Festival                                | Chicago, Illinois, USA     | BEST SHORT FILM                                                       |
| Nov. 2020 | International Festival of Non-commercial Film Makers | Tallinn, Estland           | BEST FILM                                                             |
| Nov. 2020 | Terni Film Festival - Popoli e Religioni             | Terni, Italien             | OFFICIAL SELECTION                                                    |
| Okt. 2020 | Select Respect Film Festival                         | Thessaloniki, Griechenland | OFFICIAL SELECTION                                                    |
| Sep. 2020 | Hilltop Film Festival of Diversity and Inclusion     | Birmingham, Alabama, USA   | OFFICIAL SELECTION                                                    |
| Jul. 2020 | UNICA Union International Du Cinéma                  | Birmingham, United Kingdom | Nomination                                                            |
| Jun. 2020 | DAFF 78. Deutsche Filmfestspiele                     | Erfurt                     | OBELISK GOLD AWARD                                                    |
| Mai 2020  | Bundesfilmfestival Fiction                           | Schrobenhausen             | SILBER AWARD                                                          |
| Mär. 2020 | Landesfilmfestival Region Rheinland                  | Düsseldorf                 | BESTER FILM                                                           |
| Okt. 2019 | Siegburger Filmfest                                  | Siegburg                   | BESTER FILM                                                           |

### Fabelhaftes Langohr - Auf der Spur des Osterhasen
Dokumentarfilm (30 Minuten) (s. a. Herbert Ostwald#Auszeichnungen (Auswahl))
- 2003 Adolf-Grimme-Preis Nominierung, Regie: Herbert Ostwald

### Flying Dreams
Kurzspielfilm (5 Minuten)
- 2018 Siegburger Filmfest, SILBER
- 2019 Landesfilmfest NRW, SILBER
- 2019 Bundesfilmfest des Fiktionalen Films, BRONZE
- 2019 Internationale Oberhausener Filmfestspiele, OFFICIAL SELECTION

### Verdacht Kindesmissbrauch - Der Justizskandal von Worms
Dokumentarfilm (30 Minuten)
Autorinnen: Dorothea Hohengarten und Jutta Pinzler
- 2008 Regino Justiz Preis